# Orgue de Santa Eugènia
L'Orgue de Santa Eugènia és un orgue que es troba dins l'església del municipi de Santa Eugènia, Mallorca. Aquest està situat en el centre de la barana del cor.

## Història
A la primera meitat del segle xviii, l'església de Santa Eugènia encara no era parròquia. No obstant, sabem que comptava amb un orgue, el qual provenia de Santa Maria del Camí. El motiu del trasllat va ser que a Santa Maria s'havia fet un orgue nou l'any 1737, construït pel mestre organer Lluís Navarro. Per això, com a Santa Maria ja no l'utilitzaven, va acabar a Santa Eugènia. Aquest orgue, el va construir el mestre organer Gaspar Roig l'any 1554 i procedia del Santuari de Lluc. A més, sabem que la seva construcció va costar 120 lliures. Cal remarcar que aquest primer orgue es va mantenir actiu a Santa Eugènia fins al segle XIX, ja que l'any 1840 es va construir un nou orgue,què és el que encara s'utilitza avui en dia.
L'any 1840 es va construir un nou orgue, què va costar 107 lliures. L'encarregat de fer aquesta feina va ser l'organer anomenat Antoni Portell. Sabem aquesta informació ja que en la part del teclat de l'instrument hi ha una petita placa que diu: Antonio Portell en Palma 1840. Així mateix, Portell va construir l'orgue des de cero, sense aprofitar els materials de l'antic orgue, ja que els tubs, la caixa i l'extensió del teclat no corresponen a un orgue del segle XVI sinó del XIX. A més, l'orgue no es va construir a Santa Eugènia, sinó a Palma. En conseqüència, es va haver de transportar utilitzant dos carros i sis ollers, aquests amb les seves respectives bísties. Dit transport es va fer el dia 31 de maig de l'any 1840. Finalment, quan varen arribar a Santa Eugènia amb tot el material, Antoni Portell va començar la instal·lació de l'orgue, amb els seus respectius registres dedins de la parròquia.
La inauguració de l'orgue es va produir dia 7 de juny, el dia de Pentecosta. Es va fer una missa per a beneir el nou instrument. La celebració fou presidida per Miquel Ignasi Pelegrí, rector de Sant Jaume. Aquell dia l'organista fou Sebastià Parets, qui era organista beneficiat de l'església de Sant Miquel de Palma.
L'orgue va sonar normalment des de l'any 1840 fins al 1930. El 1947 se li va posar una petita manxa amb un ventilador elèctric i es va emprar des d'aquell any fins al 1949. A partir d'aquell any l'orgue va quedar mut fins a l'any 1997, quan es va crear una comissió per a la seva restauració, conservant el so original.

## Organistes
En total han estat quatre els organistes que han tocat l'orgue de Santa Eugènia, entre els anys 1840 i 1949.
El primer de tots fou Patrici Rigo, qui fou doctor i prevere agustí. Era de Santa Eugènia i venia de la casa anomenada de Son Metge. A més, era organista major del convent dels agustins. Així mateix, va exercir les funcions d'organista i director del cor de la parròquia de Santa Eugènia. Va tocar aquest instrument fins a la seva mort.
El segon organista va ser Guillem Parets Santandreu. També era de Santa Eugènia i prevere. Als 13 anys ja era organista ajudant de la parròquia. Posteriorment, l'any 1908 va fer oposicions com a organista titular del Convent dels Socors de Palma. A més, va destacar com a beneficiat de la catedral de La Seu. Va morir l'any 1971 a l'edat de 89 anys.
El tercer va ser Rafel Parets Santandreu. Va néixer l'any 1887 i va ser deixeble del seu germà Guillem Parets. Va estudiar al Santuari de Lluc com a blavet i va estudiar música al Col·legi dels Pares Teatins, del Carrer Vi. També fou fundador d'una banda de música juntament amb el músic Balaguer l'any 1920. Va exercir d'organista des de l'any 1908 fins a la seva mort l'any 1946.
Finalment, el darrer organista va ser Sebastià Arrom, també prevere. Va néixer a Santa Eugènia l'any 1925 i va estudiar al seminari amb els mestres Bartomeu Nigorra i Pere Rebassa. Aquests li varen ensenyar llenguatge musical, harmonia i orgue. Va tocar l'orgue de la parròquia de Santa Eugènia des de 1946 al 1949.

## Descripció de la consola
Es tracta de l'únic orgue de Mallorca que encara conserva l'antiga costum de protegir els tubs amb unes portes, tradició que suposadament va venir de l'antic orgue construit per Gaspar Roig. L'orgue té un teclat de 54 notes (Do-Fa5), partit a la manera castellana entre Do3/Do#3. Els seus 324 tubs corresponents als cinc registres van col·locats seguint aquest ordre, començant per la façana:
1. Flautado: Es tracta d'un joc d'octava 4' amb dotze tubs posats a la façana. Els tubs són de metall excepte els dos més grossos, els quals són de fusta.
2. Bordón: aquest fa la funció de flautat 8'. Els tubs són de fusta i tapats. Els de la mà esquerra van situats horitzontalment al sòtil de l'instrument.
3. Flauta: La mà esquerra consta d'un joc de flauta 2' amb els tubs de fusta oberts i talla estreta. La mà dreta són de metall de talla nazarda i de mateixa tessitura.
4. Corneta: Està formada per dues fileres. Té una Dissetena 1 3/5' amb els tres primers tubs de fusta tapats. Els altres són de metall de talla nazarda i Dinovena 1 1/3' amb els dotze primers tubs de fusta tapats. La resta són de talla nazarda.
5. Trompeteria: està format per un joc de Baixon 4' a la mà esquerra i Clarins 8' a la mà dreta.